# ジュビレーション
『ジュビレーション』は、WEAVERのアルバム。2011年8月24日にA-Sketchから発売された。

## 概要
前作『新世界創造記・後編』から11か月ぶりのリリースとなり、WEAVERとしてはメジャーデビュー後4作目のアルバム作品。
初回盤と通常盤があり、初回盤にはライブの模様を収録したDVDが付属する。

## 収録曲

### CD
作詞:河邉徹（1-6）、加藤イサム（7）作曲:杉本雄治（1、3、4、6）、奥野翔太（2、5）、加藤イサム（7）編曲：亀田誠治、WEAVER（全曲）
1. Shine
2. 春色グラフィティー
3. キミノトモダチ
4. Letter
5. 『あ』『い』をあつめて
6. 希望の灯
7. 負けんな！【Bonus Track】

### 『ジュビレーション』杉本雄治ピアノ独奏曲集
初回盤、通常盤ともに収録。
1. Shine
2. 春色グラフィティー
3. キミノトモダチ
4. Letter
5. 『あ』『い』をあつめて
6. 希望の灯

### DVD
初回盤のみに付属。全18曲のライブ映像を完全収録。
- WEAVER First HALL Live 2011「Spring Field Forever〜『あ』『い』のあふれる場所〜」at Shibuya C.C.Lemon Hall
M1：トキドキセカイ、M2：愛のカタチ、M3：レイス、M4：白朝夢、M5：旅立ちの唄、M6：心の中まで、M7：やさしい詩、M8：君と僕のテーマソング、M9：『あ』『い』をあつめて、M10：キミノトモダチ、M11：春色グラフィティー、M12：僕らの永遠〜何度生まれ変わっても、手を繋ぎたいだけの愛だから〜、M13：二次元銀河、M14：管制塔、M15：ティンカーベル、En1：希望の灯、En2：Hard to say I love you〜言い出せなくて〜、En3：ネバーランド

## タイアップ
| 年     | 楽曲               | タイアップ                                       |
| ------ | ------------------ | ------------------------------------------------ |
| 2010年 | キミノトモダチ     | 第89回全国高等学校サッカー選手権大会応援歌       |
| 2011年 | 春色グラフィティー | 三菱東京UFJ銀行 フレッシャーズキャンペーンソング |
| 2011年 | 希望の灯           | ｢栄光ゼミナール｣CMソング                         |